# كيروفسك (مقاطعة مورمانسك)
كيروفسك، مورمانسك أوبلاست (بالروسية: Кировск) هي إحدى مدن روسيا في الكيان الفدرالي الروسي مورمانسك أوبلاست.

## توأمة
لكيروفسك (مورمانسك أوبلاست) اتفاقيات توأمة مع كل من:
- هارستاد
- نيوري
- تورنيو
- ياليفاره

## معرض صور

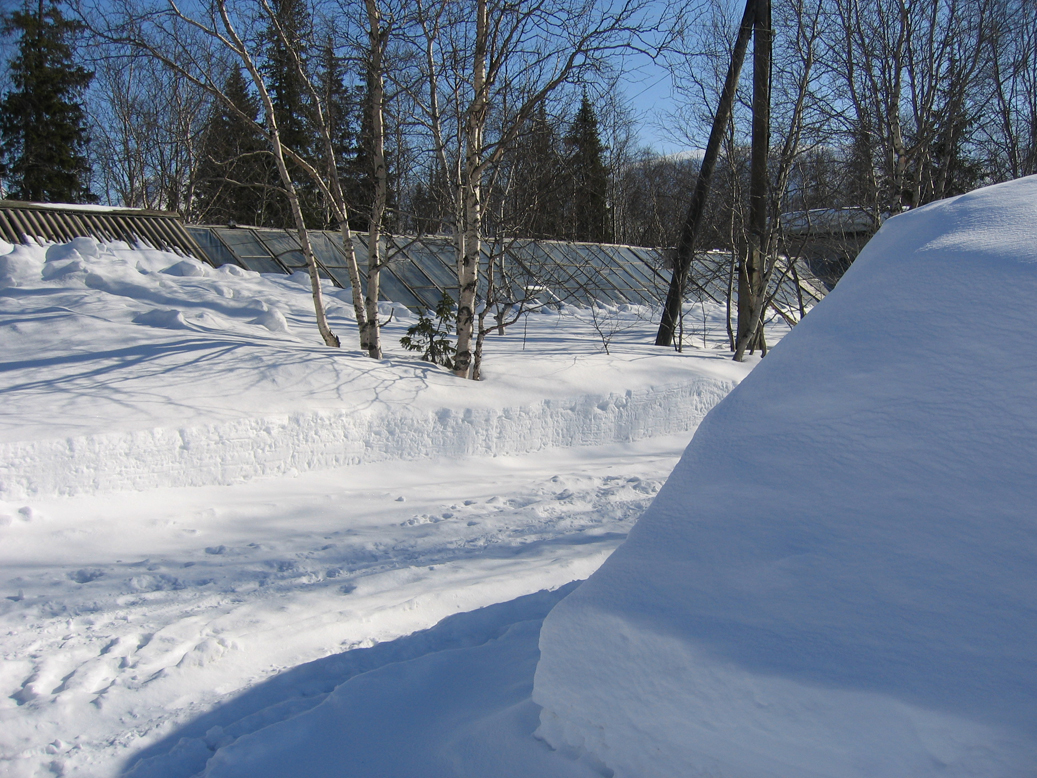
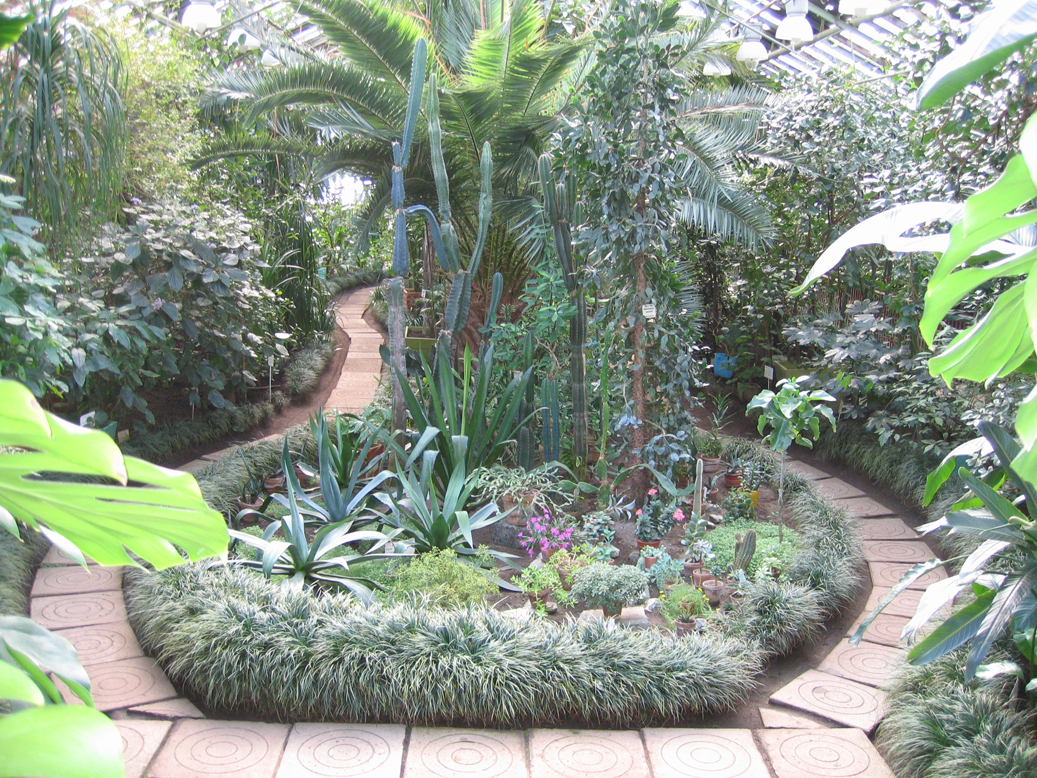
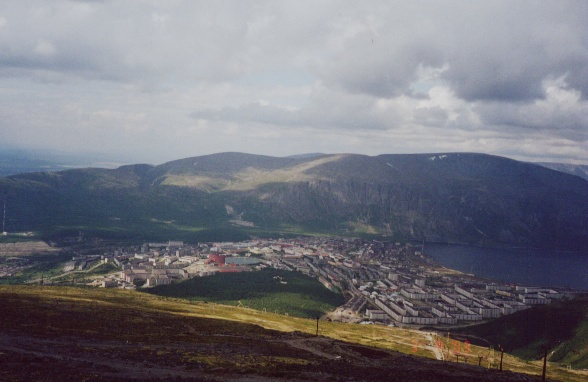
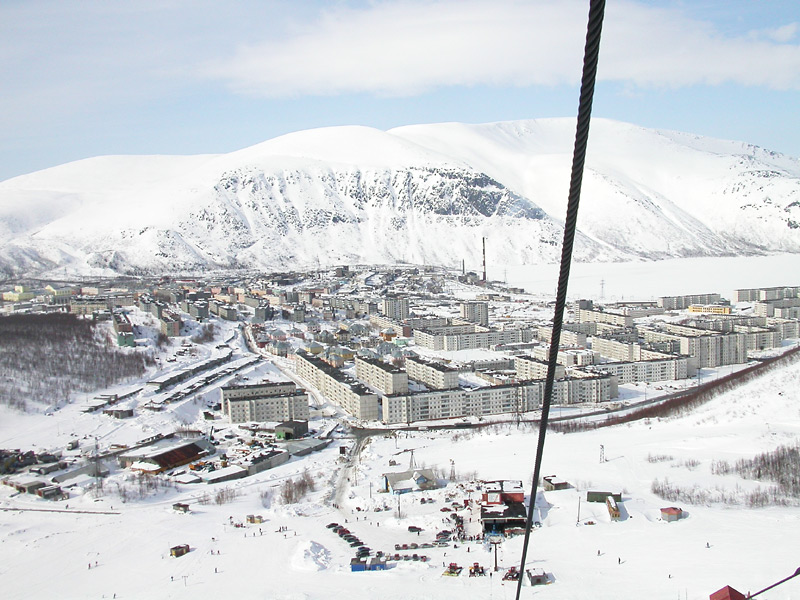